# 貝特謝安

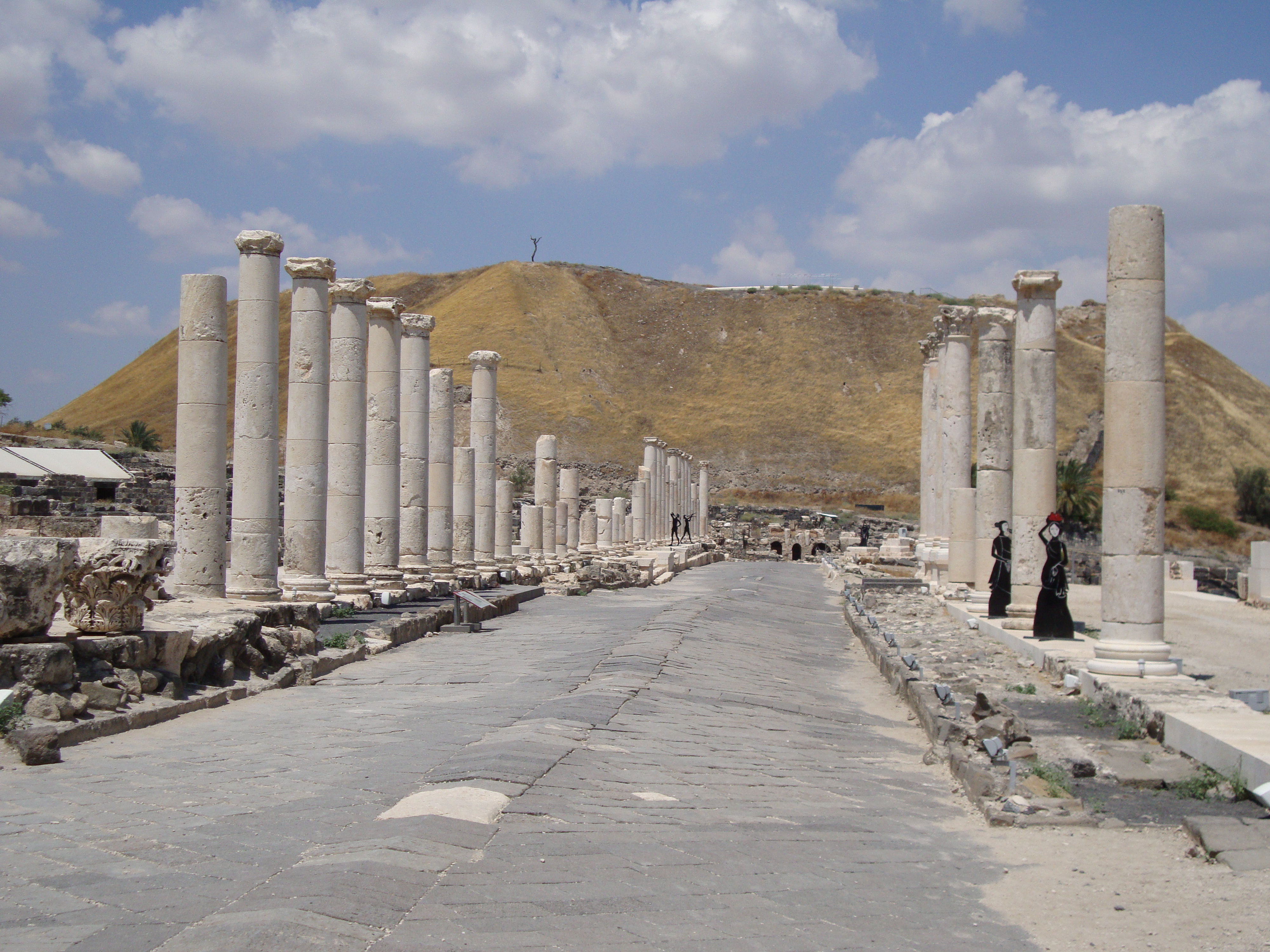

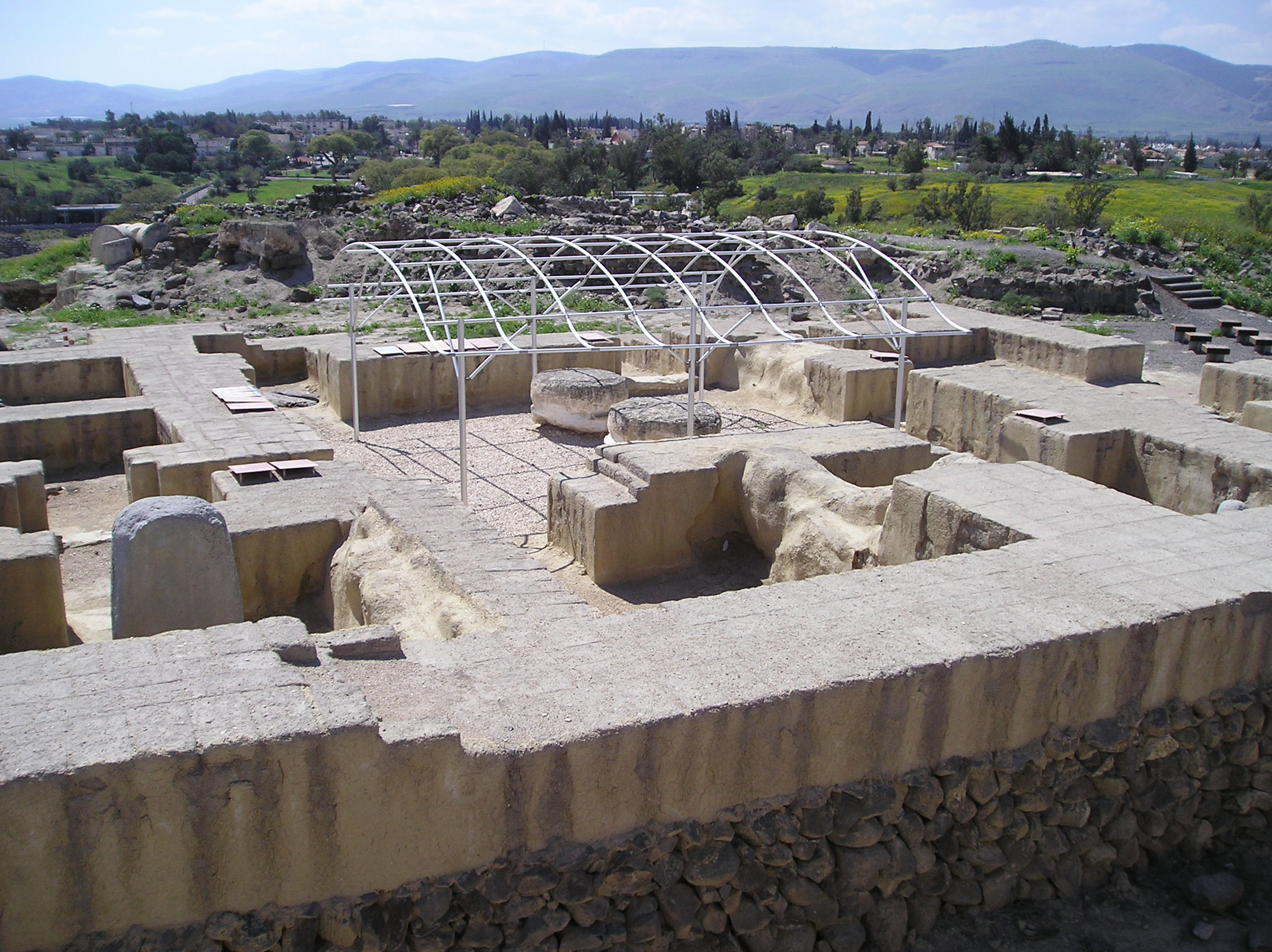

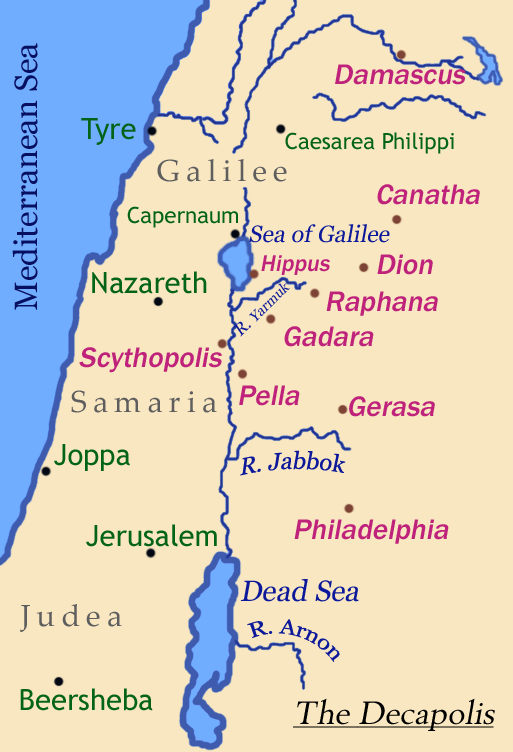

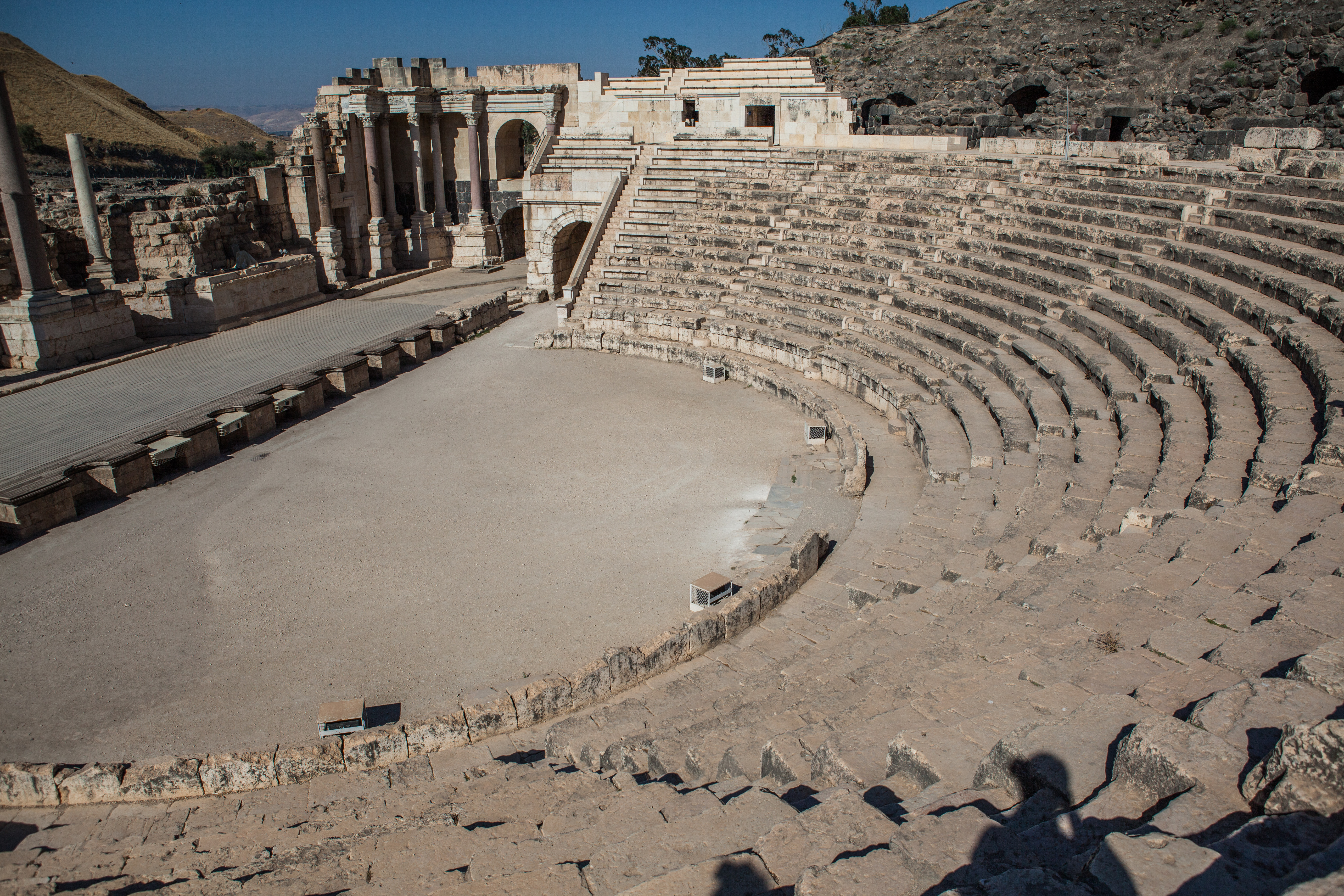

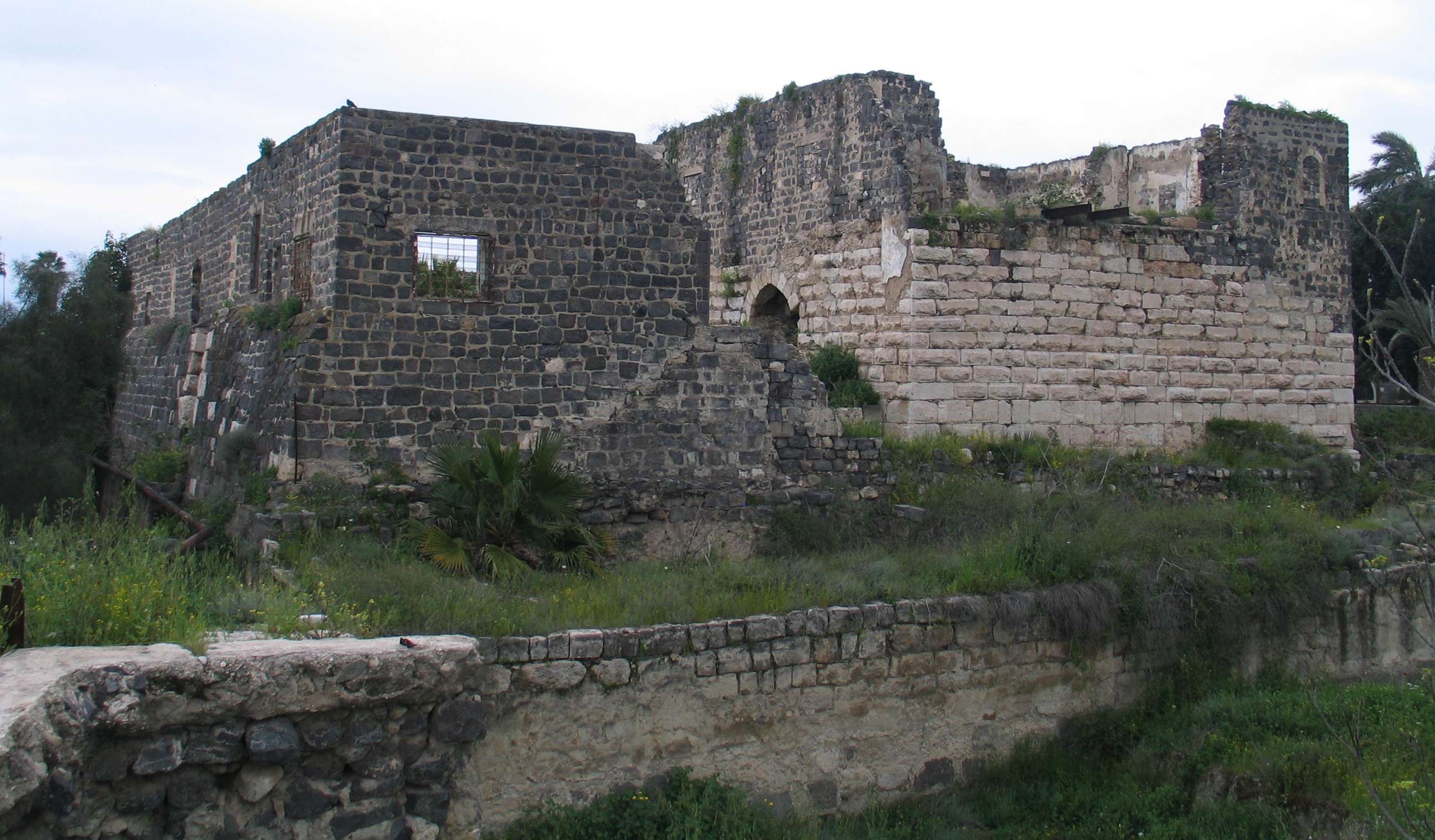

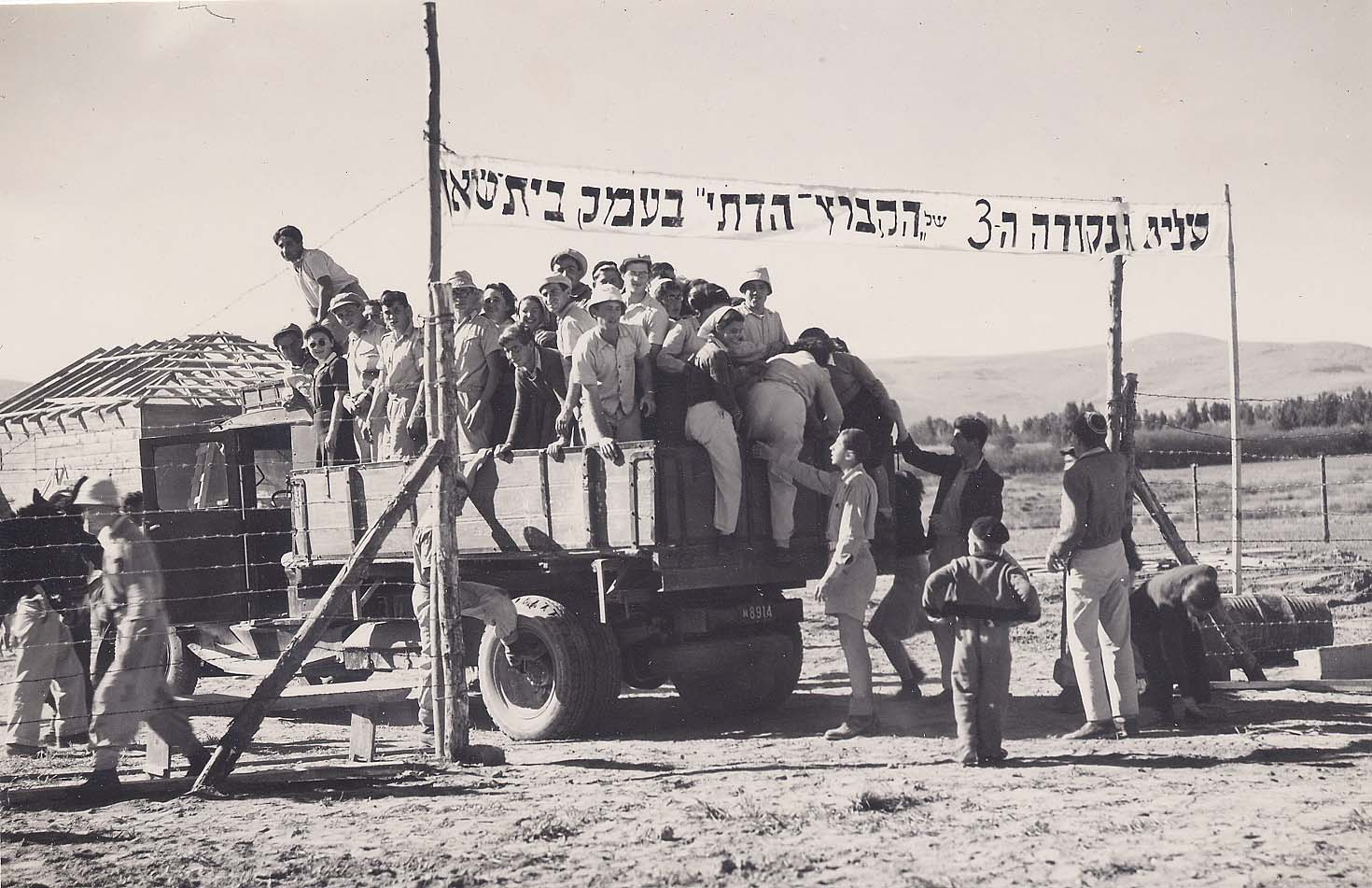

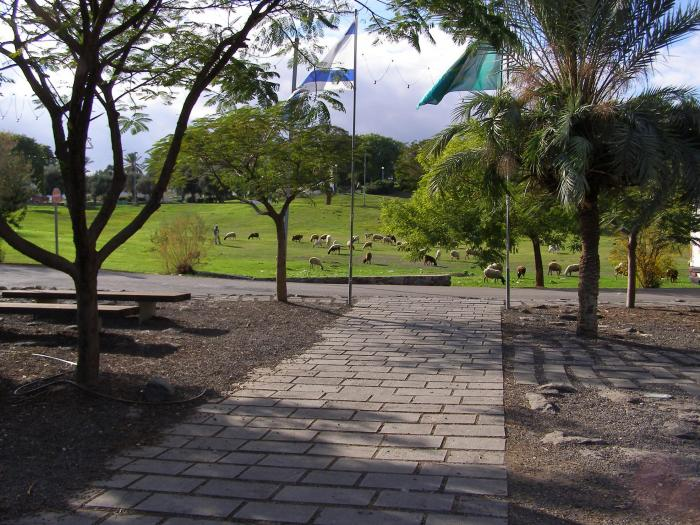

貝特謝安（希伯來語： Beth Šəānⓘ）是以色列的城市，位於該國東北部，處於加利利海以南20公里，由北部區負責管轄，面積7.33平方公里，2011年人口16,900，人口密度每平方公里2,306人。

## 历史
1926年考古曾在此地发掘出公元前2000年至1600年左右的迦南人墓地。据卡纳克神庙的铭文，公元前15世纪古埃及法老图特摩斯三世在米吉多之战后征服了此地，贝特谢安成了地区的行政中心。《和合本圣经》译为伯善、伯珊（Beth-shan）等，在《圣经》的《列王记上》（4:12）中说在所罗门王时期，“在他纳和米吉多，并靠近撒拉他拿，耶斯列下边的伯善全地，从伯善到亚伯米何拉直到约念之外，有亚希律的儿子巴拿”。《撒母耳记上》（31:10）记载非利士人击败扫罗王，“又将扫罗的军装放在亚斯她录庙里，将他的尸身钉在伯珊的城墙上。”（《历代志上》10:8则记载了更具体的地点基利波山）。
在希腊化时期，该城被称作斯基托波利斯（Scythopolis），可能与此处的斯基泰人佣兵有关。斯基托波利斯是德卡波利斯同盟城邦之一。至东罗马时代，斯基托波利斯成为了第二巴勒斯坦省的首府，建有教堂和修道院等，也是斯基托波利斯都主教教区的都主教教座所在。634年，穆斯林征服了该城，用阿拉伯语改称为拜散（Baysan，来自“贝特谢安”这一名称），其后逐渐衰落。特别是在伍麦叶王朝时期，749年加利利大地震对该城造成了毁灭性打击，从此重要性一落千丈。
十字军曾在该地附近修筑过城堡，但之后拜散一直是个阿拉伯人的小村庄。奥斯曼帝国灭亡后，巴勒斯坦成为英国托管地，犹太人开始逐渐殖民拜散，人口从1922年的1941人增长至1945年的24930人。

## 外部連結
- http://www.jewishvirtuallibrary.org/jsource/judaica/ejud_0002_0003_0_02880.html （页面存档备份，存于）
- Map of Scythopolis （页面存档备份，存于） Foreign Ministry of Israel
- Beit Shean Travel Guide （页面存档备份，存于）